# Phyllachora microsperma
Phyllachora microsperma är en svampart som beskrevs av Parbery 1967. Phyllachora microsperma ingår i släktet Phyllachora och familjen Phyllachoraceae.   Inga underarter finns listade i Catalogue of Life.